# David Fisher
David Fisher (1929. április 13. – 2018. január 10.) brit forgatókönyvíró.

## Filmjei
- Between the Lines (1965, tv-sorozat, egy epizód)
- This Man Craig (1966–1967, tv-sorozat, két epizód)
- Orlando (1967, tv-sorozat, hat epizód)
- Dixon of Dock Green (1969, tv-sorozat, egy epizód)
- The Troubleshooters (1969–1970, tv-sorozat, hat epizód)
- Crime of Passion (1971, tv-sorozat, egy epizód)
- The Lotus Eaters (1972, tv-sorozat)
- Crown Court (1972–1975, tv-sorozat, 40 epizód)
- Sutherland's Law (1973, tv-sorozat, egy epizód)
- General Hospital (1976, tv-sorozat, egy epizód)
- The Mackinnons (1977, tv-sorozat, három epizód)
- Ki vagy, Doki? (Doctor Who) (1978–1980, tv-sorozat, 20 epizód)
- Hammer House of Horror (1980, tv-sorozat, egy epizód)
- Hammer House of Mystery and Suspense (1984, tv-sorozat, két epizód)

## Magyarul
- James Goss–Douglas Adamsː A halál városa; David Fischer alapján; ford. Beke Zsolt; Gabo, Bp., 2015